# Моя друга мама
«Моя друга мама» (ісп. Mi Segunda Madre) — мексиканський телесеріал, знятий і випущений в 1989 році. Знятий за задумом відомого аргентинського сценариста Абеля Санта Круса. 

## Сюжет
Модельєр Даніела Лоренте розлучається зі своїм чоловіком Альберто Сауседо, він виявляється не просто підлою людиною, який приховав, що у нього є сім'я, але і злочинцем — протягом декількох років він займався фінансами її будинку моделей і обкрадав довірливу Даніелу. Відправивши його у в'язницю, виснажена жінка за порадою друзів вирушає з подругою в круїз, де зустрічає бізнесмена Хуана Антоніо Мендеса Давілу, який нещодавно пережив драму — його дружина Лусія померла від крововиливу в мозок. На руках у Хуана Антоніо залишилася маленька дочка Моніка. Між ним і Даніелою спалахує любов, але шлях до сімейного щастя виявляється довгий.
У Хуана Антоніо є коханка Ірені — пихата і фривольна жінка, яка у що б то не стало прагне стати його дружиною і намагається усунути суперницю, не гребуючи ніякими засобами, в тому числі злочинними. Ірені наймає Германа — людиню з бандитською зовнішністю і наказує вбити Даніелу. Херман влаштовує Даніеле страшну автокатастрофу. Даніела в момент автокатастрофи чекала дитину. Після автокатастрофи Даніеле роблять кесарів розтин і видаляють матку. Син Даніели помирає через якийсь час через недоношеність. Десятирічна Моніка ніяк не хоче приймати Даніелу, а та щосили намагається стати для дівчинки не тільки другом, а й справжньою мамою. Моніка не хоче визнавати її як свою другу маму, як жінку, яка покохала її батька і зайняла місце її рідної матері, але після смерті братика Моніка визнає Даніелу мамою.
Проходить вісім років, але сім'ю не покидає минуле — Альберто, колишній чоловік Даніели, виходить з в'язниці з жагою помсти і об'єднується з Ірені. В його голову приходить план: спокусити Моніку, яка перетворилася на красиву дівчину, тим самим помстившись Даніеле за багато років ув'язнення в тюрмі. Повіривши обмовам Ірені і Альберто, Моніка відвертається від прийомної матері.
Дізнавшись про зраду Альберто з Ірене, Моніка зі сльозами залишає будинок Альберто Сауседо і повертається до Даніеле. Херман переслідує Ірені і штовхає її у прірву. Даніела помщуся — Ірене втратила дитину так само, як 8 років тому з вини Ірені дитина Даніели помер. Потім Альберто обкрадає до нитки Ірене, і та намагається йому жорстоко помститися. Ірені дзвонить «Межу», кривавого гангстерові з чорним капюшоном і простріленим оком і каже, щоб Альберто повернув їй все відібране добро. Розмову підслухали Давид і Херман і першими обікрали Альберто, «Чорт» залишився з носом, але став переслідувати двох головорізів. Давид і Херман забрели на будівництво, там їх і наздоганяє «Чорт», грабує забране ними добро у Альберто і заодно вбиває їх. «Чорт» тепер готовий жорстоко помститися Альберто Сауседо, який прострілив йому праве око з пістолета. «Чорт» і Альберто познайомилися у в'язниці, коли Альберто мотав термін. Альберто Сауседо під'їхав до будинку моделей Даніели Лоренте і мав намір убити Даніелу, Моніку і її сина за допомогою револьвера. Пролунав постріл ззаду — Альберто повернувся, там стояв «Чорт» з простріленим оком і спрямованим на нього пістолет з трьома отворами для пострілу і сказав Альберто, що він програв і вистрілив у нього ще два рази. Кошмар скінчився — «Чорт» перервав злочину Альберто, який убив його. На місце вбивства примчала поліцейська машина і побігла слідом за «Чортом» і наздогнала його.
Хуан Антоніо, злякавшись наближення старості, захопився молодою подружкою дочки — Летисией. Коли він розуміє, що зв'язався з копією своєї колишньої коханки Ірене, виявляється занадто пізно щось міняти: Летісія вагітна. Але потім Летісія вмирає при пологах, і Хуан Антоніо вирушає разом з донькою до Даніеле і та стає для неї другою мамою.

## Творці серіалу
- Лібрето

Сценаристи: Абель Санта Крус (оригінальна історія), Ерік Вонн (телевізійна версія)
- Режисура

Режисер-постановник: Мігель Корсега
Режисер діалогів: Ірма Лосано
- Операторська робота

Оператори-постановники: Габріель Васкес Бульман, Алехандро Фрутос, Леопольдо Террасас, Ернесто Арреола
Монтажер: Габріель Васкес Бульман
- Музика

Мелодії взяті з альбому Art Of Noise — (who's Afraid Of?) The Art Of Noise! (1984)
Вокал: Марія Сорті
Художник-постановник: Хосе Кабальєро
Художник по костюмах: Катіна Мерсенарі Урібе
Художники по декораціям: Рауль Леаль Корнеха, Жан Родрігес
- Технічна частина

Інженер: Маріо Ріос
- Адміністратори

Продюсер: Алехандро Хакчіа
Асоційований продюсер: Хуан Ортіс Осоріо

## У ролях
- Марія Сорте — Даніела Лоренте
- Енріке Нові — Хуан Антоніо Мендес Давіла
- Фернандо Чангеротті — Альберто Сауседо
- Даніела Кастро — Моніка Мендес Давіла
- Діана Ферреті — Кароліна Сауседо
- Ліліана Абуд — Соня Мендес Давіла
- Андрес Бонфільйо — Едуардо Сауседо (Дало)
- Крістіан Кастро — Рубен Сауседо
- Джина Моретт —— Джина Реіс де Брентон
- Ада Карраско — Долорес Астуріас (Лоліта)
- Давид Ренкорет — Мануель Астуріас
- Ракель Морель — Ракель Астуріас
- Хосе Марія Торре — Мануель Хустіно Астуріас (Тіно)
- Клаудіо Баес — Херардо Пенья
- Гастон Тусет — Алехандро Ов'єдо
- Франческа Гільєн — Луїсіта Пенья
- Арсеніо Кампос — Феліпе Бретон
- Бланка Торрес — Аманда де Моралес
- Алехандра Мальдонадо — Ірене Монтенегро
- Роберто Паласуелос — Давид
- Ектор Суарес Гоміс-молодший — Рамон
- Хуан Вердуско — Енріке
- Альфредо Адаме — Ганс Лутман
- Лола Меріно — Маргарита
- Синтія Клітбо — Летисія
- Тоньйо Маурі — Федеріко (Фіко)
- Алехандро Арагон — Фернандо
- Рубен Рохо — Леопольдо Санчес
- Алехандра Еспехо — Матильде
- Ірма Лосано — Марія
- Артур Гісар — Акіллес Канто Росас
- Марія Альмела — Дора
- Агустін Лонес Савала — Чамуко на прізвисько Чорт #1
- Хесус Варгас — Чамуко на прізвисько Чорт #2

## Саундтрек
Головну музичну тему серіалу «Моя друга мама» являє собою пісня «Sola» (з іспанської «Одна») у виконанні самої Марії Сорті. У серіалі також широко використана інструментальна композиція «Moments In Love» групи «Art of Noise» і рідше ряд інших їх композицій («Realization», «Paranomia», «Donna», «Close (To The Edit)» та інші). У другій половині серіалу періодично звучить композиція Джорджо Мородера «Love Theme From Flashdance». Також у серіалі присутня і класична музика.

## Нагороди та премії

### Премія TVyNovelas (1990)
Серіал Моя друга мама був номінований на 9 номінацій, з них перемогу здобули 6 номінацій:
- Краща теленовела — Хуан Осоріо Ортіс — ПЕРЕМОГА.
- Краща актриса — Марія Сорті — ПЕРЕМОГА.
- Кращий актор — Енріке Нові — програш.
- Краща лиходійка — Алехандра Мальдонадо — програш.
- Кращий лиходій — Фернандо Чангеротті — ПЕРЕМОГА.
- Краща жіноча роль — Даніела Кастро — програш.
- Кращий дебютант — Альфредо Адамі — ПЕРЕМОГА.
- Кращий сценарист — Ерік Вонн — ПЕРЕМОГА.
- Кращий оператор і монтажер — Алехандро Фрутос Маза — ПЕРЕМОГА.